# Duellen (novell)
Duellen är en kortroman av den ryske novellförfattaren och dramatikern Anton Tjechov. Den gavs ut på ryska 1891, samt i svensk översättning av Hjalmar Dahl 1966.
Romanen är en kärleksnovell, där kärleken – som namnet antyder – har komplikationer. Kärleken kommer i kläm mellan mäns prestige, heder och dygder. Den handlar även om kontrasten mellan "den starke" naturvetenskapsmannen och "den svage" humanisten."